# Біро коричневий
Біро коричневий (Pyrrhomyias cinnamomeus) — вид горобцеподібних птахів родини тиранових (Tyrannidae). Мешкає в Південній Америці. Це єдиний представник монотипового роду Біро (Pyrrhomyias).

## Підвиди
Виділяють шість підвидів:
- P. c. assimilis (Allen, JA, 1900) — Сьєрра-Невада-де-Санта-Марта (північно-східна Колумбія);
- P. c. pyrrhopterus (Hartlaub, 1843) — Сьєрра-де-Періха і Анди в північній Венесуелі (на південь від Тачири), в Колумбії, Еквадорі і Перу (в Західному хребті до Кахамарки, в Східному хребті до півночі Сан-Мартіну);
- P. c. vieillotioides (Lafresnaye, 1848) — північно-західна і північна Венесуела (Анди від північної Тачири до Лари і Прибережний хребет від Яракуя і Карабобо на схід до Міранди);
- P. c. spadix Wetmore, 1939 — гори на півночі та на північному-сході Венесуела (північний схід Ансоатегі, захід і центр Сукре, північ Монагасу;
- P. c. pariae Phelps & Phelps Jr, 1949 — півострів Парія[en];
- P. c. cinnamomeus (d'Orbigny & Lafresnaye, 1837) — Анди на сході Перу (від півдня Сан-Мартіну), в Болівії та на північному заході Аргентини (на південь до Тукуману).

## Поширення і екологія
Коричневі біро поширені в Андах від північної Венесуели до північно-західної Аргентини. Вони живуть у вологих гірських і рівнинних тропічних лісах. Зустрічаються на висоті від 600 до 3350 м над рівнем моря. Живляться комахами. Гнізда чашоподібні, розміщується в розщелинах скель. В кладці 2 червонувато-коричневих яйця.

## Галерея

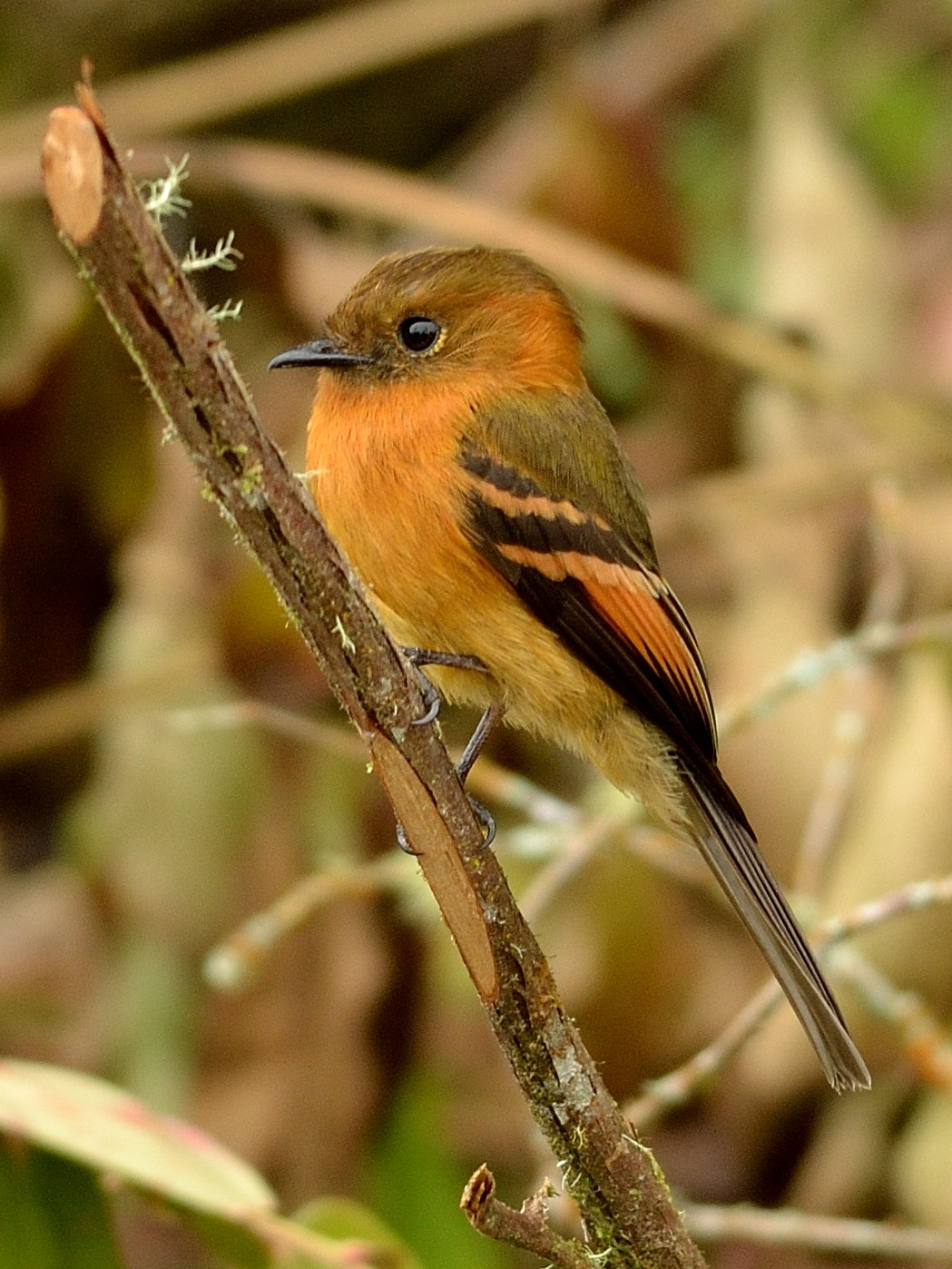
Коричневий біро
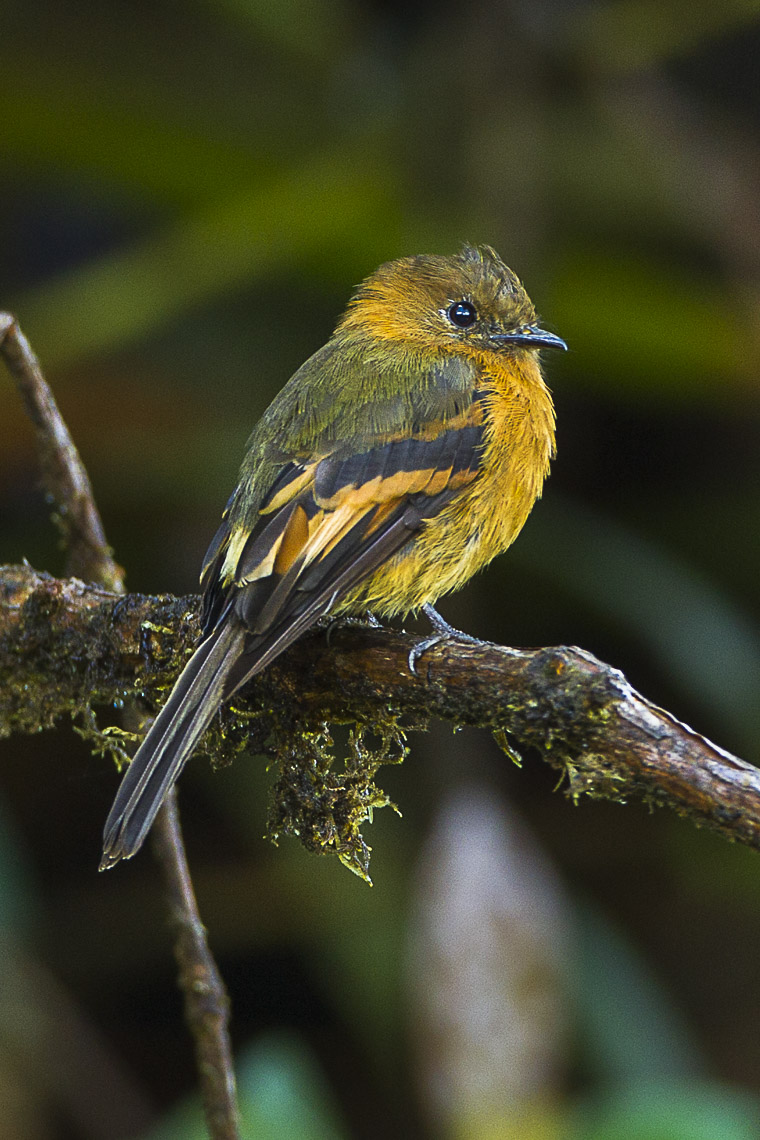
Коричневий біро (Колумбія)